# Pedro Tabernero
Pedro Tabernero de la Linde (Sevilla, 1951) es un crítico, director gráfico y editor de cómic español. Constituye, junto a Mariano Ayuso, Luis Conde Martín, Jesús Cuadrado, Ignacio Fontes, Carlo Frabetti, Pacho Fernández Larrondo, Federico Moreno y Ludolfo Paramio, la segunda generación de teóricos del cómic surgida en España.

## Biografía
Pedro Tabernero comenzó su labor como crítico de cómics en la revista "Bang!" (1968).
En 1971 colaboró en la organización de la exposición "El Cómic" en el Museo de Arte Contemporáneo de Sevilla y realizó el primer programa radiofónico de información sobre cómic de España, para la delegación en Sevilla de la Cadena Ser. Dirigió también las "Jornadas de Arte Contemporáneo y Medios de Comunicación" en 1975.
Fue coordinador de publicaciones del Monte de Piedad y Caja de Ahorros de Sevilla, produciendo tebeos como "Rumbo Sur" (1984-1992)  y libros didácticos ilustrados para escolares. En el verano de 1987 participó en la 371 Conferencia Internacional de Diseño, celebrada en Aspen (Colorado), junto a Peter Blake, Robert Campbell, Ivan Chermayeff, Frank Gebry y Milton Glaser.
Con motivo del V Centenario del Descubrimiento de América, participó en la selección de la mascota y el cartel de la Exposición Universal de Sevilla (1992), además de producir la colección "Relatos del Nuevo Mundo", donde diversos autores (Alberto Breccia, Miguel Calatayud, José Ortiz, Antonio Hernández Palacios, Sergio Toppi, etc.) narraban en historieta las vidas de los descubridores y conquistadores de América.
En 2006 tuvo lugar una retrospectiva sobre sus 36 años dedicados a la ilustración, organizada por la Diputación Provincial de Cuenca y el King Juan Carlos I of Spain Center, de la Universidad de Nueva York, en colaboración con el Instituto Cervantes.
En 2008 debutó como guionista de cómic con la novela gráfica Crimen en la Villa Ducal, dibujada por Rick Geary.